# Armando Artigas
Armando Artigas (* zwischen 1891 und 1893) war ein uruguayischer Fußballspieler.

## Karriere

### Verein
Artigas, der auf der Position des Stürmers eingesetzt wurde, stand zunächst in Reihen des River Plate Football Club, mit dem er 1914 die uruguayische Meisterschaft gewann. Bereits 1916 wechselte er zum Konkurrenten Peñarol. Aufgrund der seinerzeit geltenden Regularien war ihm jedoch innerhalb jenes Jahres ein Einsatz für seinen neuen uruguayischen Club untersagt, so dass er während der „Wartezeit“ kurzzeitig nach Argentinien ging.
Dort spielte er im Jahr 1916 für die Boca Juniors, für die er am 20. oder 27. August 1916 in der Partie gegen Porteño debütierte. Sein letztes von insgesamt elf Spielen, in denen er fünf Treffer erzielte, absolvierte er am 10. Dezember jenes Jahres gegen River, bevor er am 7. Januar 1917 den Verein schließlich verließ.
Artigas gehörte von 1916 bis 1928 dem Kader Peñarols in der Primera División an. In diesem Zeitraum wurden die Aurinegros in den Jahren 1918, 1921 und 1928 jeweils Uruguayischer Meister. Zudem gewann man 1924 in der von der Federación Uruguaya de Football (FUF) ausgespielten Parallel-Meisterschaft während der Phase der Spaltung der Organisationsstruktur des uruguayischen Fußballs den Titel. Ebenso siegte Peñarol nach der durch den Laudo Serrato herbeigeführten Überwindung des uruguayischen Fußball-Schismas zwei Jahre später in der als inoffizielle Meisterschaft jenes Jahres zählenden Copa del Consejo Provisorio.
Sein Verein gewann in jenem Zeitraum zahlreiche weitere Trophäen. Dazu gehörten unter anderem der Triumph bei Copa Competencia sowie bei der Copa Competencia Internacional des Jahres 1916. Beim 3:1-Sieg über Nacional am 19. April 1916 im Rahmen der Einweihung von Las Acacias, mit dem man sich die Copa La Transatlántica sicherte, stand Artigas in der Startaufstellung. Auch sicherten sich die Montevideaner die Copa Albion in den Jahren 1917 und 1921, sowie die Copa de Honor und die Copa de Honor Internacional jeweils im Jahre 1918.

### Nationalmannschaft
Artigas lief er auch für das nationale Auswahlteam der Federación Uruguaya de Football (FUF) auf. So bestritt er das am 19. November 1922, drei Tage vor der eigentlichen Gründung der FUF ausgetragene, mit einem 2:1-Sieg endende Freundschaftsspiel im Estadio Pocitos gegen die argentinische Auswahl. Ebenfalls kam er bei der 0:1-Niederlage, wiederum gegen Argentinien, am 1. Mai 1925 zum Einsatz.

### Erfolge (Auswahl)
- Uruguayischer Meister: 1914, 1918, 1921, (1924), (1926), und 1928
- Copa Competencia: 1916
- Copa Competencia Chevallier Boutell: 1916
- Copa La Transatlántica: 1916
- Copa de Honor: 1918
- Copa de Honor Cousenier: 1918
- Copa Albion: 1917, 1921